# Drosophila carioca
Drosophila carioca är en tvåvingeart som beskrevs av Vilela och Bachli 2004. Drosophila carioca ingår i släktet Drosophila och familjen daggflugor.
Artens utbredningsområde är Brasilien.